# Gutejci
Gutejci su bili narod nepoznatog podrijetla koji je prvotno naseljavao obronke Zagrosa u današnjem Iranu, a potom je 2183. pr. Kr. (kratka kronologija) nakon propasti Akadskog Carstva ovladalo južnom Mezopotamijom. Sumerani ih na klinopisima opisuju kao barbarsko i okrutno pleme koje se često obrušavalo na njihove nizinske posjede, a njihov dugački popis gutejskih vladara u relativno malom vremenskom razdoblju upućuje na kaos administrativne organizacije. O Gutejcima općenito postoji vrlo malo povijesnih izvora, no poznato je kako se njihov jezik razlikovao od susjednog akadskog, sumerskog, huritskog i elamskog jezika. Nakon probližno stoljeća gutejske vladavine na jugu Mezopotamije zamijenila ih je treća dinastija Ura.

## Popis gutejskih vladara
| Vladar                | Procjenjena vladavina (kratka kronologija) | Bilješke                                          |
| --------------------- | ------------------------------------------ | ------------------------------------------------- |
| Eridupizir            | ~ 2141. – 2138. pr. Kr.                    | kraljevski natpis u Nippuru                       |
| Imta ili Nibia        | ~ 2138. – 2135. pr. Kr.                    |                                                   |
| Inkišuš               | ~ 2135. – 2129. pr. Kr.                    | prvi gutejski vladar na sumerskom popisu kraljeva |
| Zarlagab              | ~ 2129. – 2126. pr. Kr.                    |                                                   |
| Šulme                 | ~ 2126. – 2120. pr. Kr.                    |                                                   |
| Silulumeš ili Elulmeš | ~ 2120. – 2114. pr. Kr.                    |                                                   |
| Inimabakeš            | ~ 2114. – 2109. pr. Kr.                    |                                                   |
| Igešauš               | ~ 2109. – 2103. pr. Kr.                    |                                                   |
| Jarlagab              | ~ 2103. – 2088. pr. Kr.                    |                                                   |
| Ibate                 | ~ 2088. – 2085. pr. Kr.                    |                                                   |
| Jarla ili Jarlangab   | ~ 2085. – 2082. pr. Kr.                    |                                                   |
| Kurum                 | ~ 2082. – 2081. pr. Kr.                    |                                                   |
| Apilkin               | ~ 2081. – 2078. pr. Kr.                    |                                                   |
| La-Erabum             | ~ 2078. – 2076. pr. Kr.                    | natpis na vrhu žezla                              |
| Irarum                | ~ 2076. – 2074. pr. Kr.                    |                                                   |
| Ibranum               | ~ 2074. – 2073. pr. Kr.                    |                                                   |
| Hablum                | ~ 2073. – 2071. pr. Kr.                    |                                                   |
| Puzur-Suen            | ~ 2071. – 2064. pr. Kr.                    | sin Hablumov                                      |
| Jarlaganda            | ~ 2064. – 2057. pr. Kr.                    | natpis u temelju Umme                             |
| Si'um ili Si'u        | ~ 2057. – 2050. pr. Kr.                    | natpis u temelju Umme                             |
| Tirigan               | ~ 2050. – 2050. pr. Kr.                    | porazio ga Utu-Hengal od Uruka                    |